# Риновирусы
Риновирусы (лат. Rhinovirus, от др.-греч. ῥίς / ῥινός — нос) — группа мелких РНК-содержащих видов вирусов рода энтеровирусов, вирионы которых не имеют наружной оболочки, а геном представлен одноцепочечной линейной нефрагментированной молекулой РНК, связанной с белком VPg; включает возбудителей острых респираторных заболеваний (ОРЗ). Нуклеокапсид организован по типу икосаэдрической симметрии. После его удаления экстрагированная РНК сохраняет инфекционность.
Впервые были обнаружены в 1950-х годах в попытках определения этиологии простудных заболеваний.

## Классификация
Согласно официальным данным Международного комитета по таксономии вирусов (ICTV) систематика группы неоднократно менялась. Впервые вид Rhinovirus 1A из рода Rhinovirus включён в базу данных в 1971 году, а уже в 1976 он сменил название на Human rhinovirus 1A и был разделён на несколько десятков нумерованных серологических типов. Дальнейшие исследования позволили в 1999 году отнести большинство из них к виду Human rhinovirus A и только три (Human rhinovirus 3, 14, 72) — к виду Human rhinovirus B, включённых в тот же род Rhinovirus. В 2005 году 2 близких рода (Enterovirus и Rhinovirus) объединили в один. В 2009 выделили новый вид Human rhinovirus C, а в 2012 году видам вернули названия, под которыми первый из них был зарегистрирован в 1971 году: Rhinovirus A, B, C.
Существует много различных серологических типов риновирусов (это затрудняет борьбу со вспышками ОРЗ).
Образование дочерних популяций риновирусов происходит в цитоплазме; высвобождение вирусов сопровождается лизисом клетки.
Риновирусы классифицируют на две большие группы по способности к репродукции в клетках приматов.
- Риновирусы группы Н размножаются и вызывают цитопатические изменения в ограниченной группе диплоидных клеток человеческого эмбриона и специальной линии (R) клеток HeLa.
- Риновирусы группы М размножаются и вызывают цитопатические изменения в клетках почек обезьян, почек эмбриона человека и различных перевиваемых клеточных линиях человеческих клеток.

По структуре единственного типоспецифического Аг выделяют 113 иммуноразнородных групп. Группоспецифический Аг отсутствует.

## Эпидемиология
Риновирусы распространены по всему миру, вызывая до 30-50 % случаев простуды. Инфекции имеют сезонный характер, причем большинство случаев приходится на зимние месяцы.

## Клиника
Риновирусы вызывают у человека и животных воспалительные заболевания верхних дыхательных путей, размножаясь в клетках слизистой оболочки носоглотки.
Длительность инкубационного периода при риновирусных инфекциях составляет 1—5 суток, в редких случаях — несколько часов.
У детей риновирусные инфекции сопровождаются лихорадкой, у взрослых повышение температуры наблюдают редко. Продолжительность риновирусных инфекций обычно составляет 5—9 суток, насморк иногда (как правило, при отсутствии лечения) продолжается до 2 недель.
Осложнения риновирусных инфекций у взрослых встречаются редко; у детей иногда развиваются бронхиты, синуситы и отиты.
Риновирусная инфекция вызывает развитие невосприимчивости только против гомологичного штамма на период 1—2 года.

## Принципы вирусологической диагностики
Для подтверждения диагноза риновирусной инфекции делают выделение вирусов на культурах клеток, заражённых отделяемым из носовых ходов; возбудитель идентифицируют в РН с помощью антисывороток.

## Лечение и профилактика
Лечение риновирусных инфекций симптоматическое. Вакцинопрофилактика риновирусных инфекций невозможна ввиду большого числа серологических вариантов возбудителя.